# Miroir de Bragg
Pour les articles homonymes, voir Miroir (homonymie) et Bragg.
 (décembre 2015).
Si vous disposez d'ouvrages ou d'articles de référence ou si vous connaissez des sites web de qualité traitant du thème abordé ici, merci de compléter l'article en donnant les références utiles à sa vérifiabilité et en les liant à la section « Notes et références ».
Le miroir de Bragg, mis au point par William Lawrence Bragg (lauréat du prix Nobel de physique de 1915), est une succession de surfaces planes transparentes d’indices de réfraction différents. Il permet de réfléchir, grâce à des phénomènes d’interférences constructives, la quasi-totalité de l’énergie incidente à une longueur d'onde donnée. Ceci est possible à condition que l’onde incidente soit proche de l’incidence normale. Aucun autre miroir ne peut égaler ce résultat (les pertes diélectriques étant plus faibles que les pertes métalliques pour les longueurs d’onde optiques).

## Principe
Une structure simple de miroir de Bragg est un empilement de plusieurs couches alternant deux indices de réfraction différents.
Si l'on considère deux matériaux, l’un d’indice de réfraction faible {\textstyle n_{1}}et l’autre d’indice plus fort {\textstyle n_{2}}, on obtient une réflectivité maximale pour une longueur d’onde dite de Bragg {\textstyle \lambda _{Bragg}} en choisissant soigneusement l'épaisseur {\textstyle e_{i}} de chaque couche d'indice de réfraction {\textstyle n_{i}}. Pour ce faire, on construit chaque couche de manière que les rayons se réfléchissant sur chaque interface ressortent du montage en phase, soit {\textstyle \Delta \phi =k\cdot 2\pi } avec {\textstyle k\in \mathbb {Z} }, et interfèrent donc de manière constructive. Notons que {\textstyle \lambda _{Bragg}} est donnée dans l'air, où {\textstyle n_{air}\approx 1}. Dans un milieu d'indice de réfraction {\textstyle n_{i}},  la longueur d'onde de Bragg locale vaut {\textstyle \lambda _{Bragg,i}={\frac {\lambda _{Bragg}}{n_{i}}}}. En se rappelant des propriétés suivantes concernant la réflexion (découlant des coefficients de Fresnel pour la réflexion),
- Une onde se propageant d’un milieu vers un autre d’indice de réfraction plus faible ne subit pas de déphasage en se réfléchissant sur l’interface.
- Une onde se propageant d’un milieu vers un autre d’indice de réfraction plus fort subit un déphasage de {\displaystyle \pi } en se réfléchissant sur l’interface.

on choisit {\textstyle e_{i}} de manière que le parcours de chaque milieu optique provoque un déphasage d'exactement {\textstyle {\frac {\pi }{2}}} pour la longueur d'onde de Bragg locale, soit un quart de celle-ci :{\displaystyle e_{i}={\frac {\lambda _{Bragg,i}}{4}}={\frac {\lambda _{Bragg}}{4~n_{i}}}}Un miroir de Bragg est donc construit pour une longueur d'onde donnée et une température donnée, l'épaisseur pouvant varier par dilatation thermique.

## Exemple

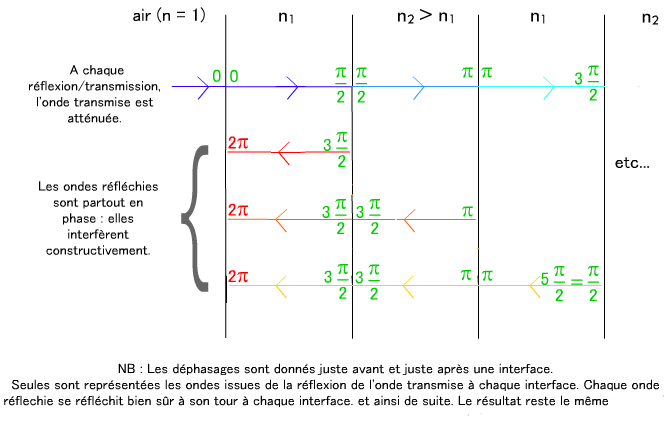
Vue schématique d'un miroir de Bragg. L'épaisseur calibrée et d'indice de réfraction de chaque nouvelle couche permettent de réfléchir une part de plus en plus importante de la lumière incidente à la longueur d'onde de Bragg du système.

Considérons les deux milieux optiques 1 et 2, non absorbants et tels que {\displaystyle n_{1}<n_{2}}. On construit un miroir de Bragg grâce à ceux-ci en les agençant selon un empilement : air|1|2|1|2|… 
Soit {\textstyle r} un rayon à la longueur d'onde de Bragg de ce miroir qui parcourt cet empilement. On note {\textstyle r_{1},r_{2},r_{3},\ldots } les parties de {\textstyle r} se réfléchissant sur les interfaces successives. On a donc :
- {\textstyle \Delta \phi (r_{1})=\pi } car la réflexion à la première interface, entre l'air et le premier milieu optique, se fait en allant vers un milieu plus réfractif [N 1].
- {\textstyle \Delta \phi (r_{2})=2\pi } car {\textstyle r_{2}} est la partie de {\textstyle r} se réfléchissant à la seconde interface, où elle gagne un déphasage additionnel de {\textstyle \pi } pour les mêmes raisons que {\textstyle r_{1}} au point précédent : {\textstyle n_{2}>n_{1}}. Ainsi, après son aller-retour à travers le premier milieu optique, le déphasage vaut : {\textstyle {\frac {\pi }{2}}+\pi +{\frac {\pi }{2}}=2\pi }.
- {\textstyle \Delta \phi (r_{3})=2\pi } car {\textstyle r_{3}} est la partie de {\textstyle r} se réfléchissant à la troisième interface, où elle ne gagne aucun déphasage additionnel, l'indice de réfraction du second milieu optique étant supérieur à celui du troisième: {\textstyle n_{3}=n_{1}<n_{2}}. Ainsi, après son aller-retour à travers les deux premiers milieux optiques, le déphasage vaut :  {\textstyle {\frac {\pi }{2}}+{\frac {\pi }{2}}+0+{\frac {\pi }{2}}+{\frac {\pi }{2}}=2\pi }.
- {\textstyle \Delta \phi (r_{4})=4\pi } car {\textstyle r_{4}} est la partie de {\textstyle r} se réfléchissant à la quatrième interface, où elle gagne un déphasage additionnel de {\textstyle \pi } pour les mêmes raisons que {\textstyle r_{2}} plus haut: {\textstyle n_{4}=n_{2}>n_{1}}. Ainsi, après son aller-retour à travers les trois premiers milieux optiques, le déphasage vaut :  {\textstyle {\frac {\pi }{2}}+{\frac {\pi }{2}}+{\frac {\pi }{2}}+\pi +{\frac {\pi }{2}}+{\frac {\pi }{2}}+{\frac {\pi }{2}}=4\pi } [N 2].
- etc.

Par conséquent, les rayons se réfléchissent en phase (orange et rouge sur la figure suivante), à l'exception de {\textstyle r_{1}}qui est en opposition de phase et interfère donc destructivement. Ainsi, l’augmentation du nombre de couches en alternant les deux milieux optique accroît la réflectivité du miroir en réfléchissant à chaque nouvelle interface une partie supplémentaire de l’intensité lumineuse transmise.
Une efficacité de réflexion supérieure peut être obtenue en changeant la relation des indices de réfraction par {\textstyle n_{1}>n_{2}}. On a alors :
- {\textstyle \Delta \phi (r_{1})=\pi }
- {\textstyle \Delta \phi (r_{2})={\frac {\pi }{2}}+0+{\frac {\pi }{2}}=\pi }
- {\textstyle \Delta \phi (r_{3})={\frac {\pi }{2}}+{\frac {\pi }{2}}+\pi +{\frac {\pi }{2}}+{\frac {\pi }{2}}=3\pi }
- {\textstyle \Delta \phi (r_{4})={\frac {\pi }{2}}+{\frac {\pi }{2}}+{\frac {\pi }{2}}+0+{\frac {\pi }{2}}+{\frac {\pi }{2}}+{\frac {\pi }{2}}=3\pi }
- etc.

Tous les rayons sont alors réfléchis en phase et l'interférence est purement constructive.

## Applications
La question de la réflectivité d'un matériau est très importante dans le domaine des lasers. La nécessité d’améliorer l’efficacité des cavités optiques des lasers, particulièrement pour les diodes lasers, a conduit à s’intéresser à l’amélioration des parois réflectives de ces cavités.
En effet, pour optimiser l’interaction d’une onde avec le milieu amplificateur, on renvoie l’onde plusieurs fois dans ce milieu à l’aide de réflecteurs (miroirs). Le milieu amplificateur est placé dans une cavité dont les parois doivent être les plus réfléchissantes possibles, afin d’augmenter considérablement la puissance réinjectée dans ce même milieu, limiter les pertes et produire un faisceau. C’est le principe de la cavité laser.
Le problème pour la réduction des dimensions des cavités est bien sûr la taille du milieu amplificateur. Le miroir de Bragg est alors utilisé pour obtenir une excellente réflectivité permettant ainsi la réduction de la taille du milieu amplificateur. Un autre avantage du miroir de Bragg est qu'il peut être déposé directement sur la surface du milieu amplificateur par dépôt chimique de couche mince.